# 植木とみ子
植木 とみ子（うえき とみこ、1949年〈昭和24年〉8月17日 - ）は、日本の法学者。
福岡県福岡市出身。元長崎大学助教授、元財団法人福岡市文化芸術振興財団副理事長、元福岡市総合図書館長。

## 略歴
- 1968年（昭和43年） - 福岡県立修猷館高等学校卒業[1]
- 1972年（昭和47年） - 九州大学法学部卒業
- 同大学大学院修士課程・博士課程で学ぶ。
- 1979年（昭和54年） - 長崎大学講師 就任
- 1985年（昭和60年） - 長崎大学助教授 就任
- 1991年（平成3年） - 福岡市市民局女性部長 就任
- 1999年（平成11年） - 福岡市市民局長 就任
- 2001年（平成13年） - 財団法人福岡市文化芸術振興財団副理事長 就任
- 2004年（平成16年） - 福岡市教育長 就任
- 2007年（平成19年） - 福岡市総合図書館長 就任
- 2010年（平成22年） - 同職退任
  - 同年、福岡市長選挙に立候補したものの、告示後の11月9日、支持が伸びない事や保守系候補の一本化を図ることなどを理由に選挙からの撤退を表明し、選挙活動を中止した[2][3]。ただし告示後であり立候補の辞退はできなかったため、植木に対する投票はすべて有効票として扱われ13,277票を得票している[4]。
- 2011年（平成23年） - ユーテラス合同会社を起業。社長に就任[5]。

## 著書
- 『現代家族図鑑』 ぎょうせい（出版） 1993年 ISBN 4-324-03644-6
- 『日本の家族』 有地亨（著） 海鳥社（出版） 2008年 ISBN 978-4-87415-688-9
- 『市役所(おやくしょ)の女』 海鳥社（出版） 2009年 ISBN 978-4-87415-737-4

## 参考資料
- http://tomiko.jp/ 公式HP（現在は不存在）
- 本人のツイッター